# Université du Shandong
L'université du Shandong (pinyin : shāndōng dàxué) est l'une des plus anciennes université de Chine. Elle a été fondée en 1901, dans la province du Shandong, faisant ainsi d'elle la seconde université nationale, peu après l'université de Pékin. Elle a été désignée en 2001 par le ministère de l'éducation comme l'une des 21 universités de première classe dans le cadre du programme 985.

## Historique des présidents
- Tang Shaoyi, 1901
- Wang Shoupeng, 1926-1927
- Yang Zhensheng, 1930-1932
- Zhao Taimou, 1932-1936 puis de 1946-1949
- Lin Jiqing, 1936-1946
- Hua Gang, 1951-1955
- Chao Zhefu, 1956-1958
- Cheng Fangwu, 1958-1974
- Wu Fuheng, 1979-1984
- Deng Conghao, 1984-1986
- Pan Chengdong, 1986-1997
- Zeng Fanren, 1998-2000
- Zhan Tao, 2000-2008
- Xu Xianming, 2008-2013
- Zhang Rong, 2013-2017
- Fan Liming, 2017–2022
- Li Shucai, depuis 2022

## Liste des facultés
- Faculté d'administration
- Faculté de Chimie
- Faculté d'ingénierie civile
- Faculté de sciences informatiques
- Faculté d'odontologie
- Faculté d'économie
- Faculté d'ingénierie électrique
- Faculté des sciences de l'énergie
- Faculté des sciences environnementales
- Faculté des arts
- Faculté des langues étrangères
- Faculté d'histoire
- Faculté des sciences de l'information
- Faculté de droit
- Faculté des sciences du vivant
- Faculté de littérature et de journalisme
- Faculté d'enseignement des théories marxistes
- Faculté des sciences des matériaux
- Faculté de mathématiques
- Faculté d'ingénierie mécanique
- Faculté de médecine
- Faculté de formation des infirmières
- Faculté de pharmacie
- Faculté de philosophie et de développement social
- Faculté d'éducation physique
- Faculté de physique
- Faculté des sciences politiques
- Faculté de santé publique